# Gopher Broke
Gopher Broke ist ein US-amerikanischer animierter Kurzfilm von Jeff Fowler aus dem Jahr 2004.

## Handlung
Ein Erdhörnchen gräbt sich an einer Feldstraße entlang und benagt Blumenwurzeln und ein Hinweisschild. Dieses kündet von einem Farmermarkt in der Nähe und tatsächlich streift das Erdhörnchen beinahe ein mit Tomaten beladener Lastwagen. Die Fracht gerät wegen der holprigen Straße ins Schlingern und das Erdhörnchen beschließt, nachzuhelfen. Es gräbt auf der Straße ein tiefes Schlagloch und tatsächlich verliert der folgende Möhrentransporter ein einzelnes Gemüse. Dies jedoch wird von einem anderen Nager gefangen und verspeist. Die kurz darauf fallenden Maiskolben fressen Hennen auf. Das Erdhörnchen hingegen muss sich gegen Schnabelhiebe erwehren, als es sich an einen Maiskolben heranschleicht.
Es scheint zu Gemüse zu kommen, als ein Lastwagen eine riesige Ladung Feldfrüchte verliert und der Boden mit Tomaten und anderen Dingen übersät ist. Ein Schwarm Krähen lässt jedoch kein einziges Gemüsestück zurück. Das wütende Erdhörnchen wird schließlich Opfer seines Tuns: Ein mit einer Kuh beladener Lastwagen fährt ins Schlagloch und die in die Luft geschleuderte Kuh landet auf dem schimpfenden Nager.

## Produktion
Gopher Broke ist ein computeranimierter Kurzfilm in 3D. Er wurde am 30. September 2004 veröffentlicht.
Das Geschimpfe des Erdhörnchens wurde von Greg Berg eingesprochen.

## Auszeichnungen
Tim Miller und Jeff Fowler wurden 2005 für Gopher Broke für einen Oscar in der Kategorie „Bester animierter Kurzfilm“ nominiert, konnten sich jedoch nicht gegen Ryan durchsetzen. Auf dem Ottawa International Animation Festival wurde Jeff Fowler mit dem OIAF Award für den besten Kurzfilm für Kinder ausgezeichnet.